# Дюбел
Дюбелът (от немски: Dübel) е крепежен елемент, предназначен за поставяне в предварително пробит отвор в крехък или порьозен материал, като зидария, дървесина или бетон, така че да позволи прикрепването към него на някакъв предмет.
Дюбелите имат различна конструкция и носимоспособност и могат да са изработени от пластмаса, метал или дърво. В една от най-често използваните форми дюбелът представлява втулка с вътрешна резба – след поставянето ѝ в отвора, в нея се навива винт, който разтваря втулката и увеличава триенето между нея и отвора. Други видове дюбели са разтварящи се дюбели, моли дюбели, втулкови анкери, химически анкери и други.